# Abou Diaby
Vassiriki Abou Diaby (* 11. Mai 1986 in Paris) ist ein ehemaliger französischer Fußballspieler ivorischer Herkunft.

## Karriere

### Verein
Diaby, geborener Pariser, lernte in Frankreichs Hauptstadt das Fußballspielen. Dort war er unter anderem für die Jugendmannschaften von Red Star Paris und Paris Saint-Germain aktiv. 2002 erfolgte der Wechsel in das Nachwuchsteam der AJ Auxerre. Im neuen Klub konnte er bereits im ersten Jahr die U16-Meisterschaft gewinnen. Anfang der Saison 2004/05 rückte der im defensiven wie zentralen Mittelfeld einsetzbare Spieler in deren Ligakader auf. Dort gab er schließlich am 14. August 2004 sein Profidebüt, als er in der Partie gegen Stade Rennes kurz vor Schluss eingewechselt wurde. Im Januar 2006 wurde er vom FC Arsenal für etwa drei Millionen Euro verpflichtet. Am 21. Januar des gleichen Jahres gab der Mittelfeldspieler sein Premierenpflichtspiel für die Londoner. Am 1. April traf er erstmals für Arsenal, nachdem er beim 5:0-Sieg gegen Aston Villa eingewechselte worden war. Einen Monat später, in der Partie gegen FC Sunderland, verletzte sich Diaby am Knöchel und fiel fortan für acht Monate aus. Erst am 9. Januar 2007 gab er sein Comeback im Dress der Gunners. Nachdem im Sommer 2008 Mathieu Flamini zur AC Mailand gewechselt war, stand der 22-Jährige mit Denílson Pereira Neves und Alexandre Song in Konkurrenz um den Platz neben dem gesetzten Cesc Fàbregas. Doch eine erneute Verletzung, wie schon zuvor, warf ihn zurück. Im Laufe der Spielzeit gelang Diaby die Rückkehr in die Startformation heran und wurde von Trainer Arsène Wenger öfters berücksichtigt.
Im Sommer 2015 unterschrieb Diaby einen Zweijahresvertrag beim französischen Erstligisten Olympique Marseille. 2017 endete dort sein Vertrag und er wurde vereinslos. Ohne zwischendurch bei einem neuen Verein gespielt zu haben, gab er am 26. Februar 2019 sein Karriereende bekannt.

### Nationalmannschaft
Diaby war Juniorenspieler Frankreichs. Am 24. März 2007 gab er im EM 2008-Qualifikationsspiel gegen Litauen sein Debüt in der französischen Nationalmannschaft.

## Erfolge
- Französischer U-16-Meister mit AJ Auxerre: 2002
- Französischer Pokalsieger mit AJ Auxerre: 2005
- U-19-Europameister mit Frankreich: 2005
- FA Cup: 2014, 2015